# C23H34O
化学式C23H34O（摩尔质量：326.5 g/mol）可能指：
- JWH-065，CAS号：259869-56-2
- JWH-355，CAS号：873428-49-0
- 24-降胆-4,22-二烯-3-酮，CAS号：177349-58-5
- 1,3-二(金刚烷基)-2-丙酮，CAS号：42050-83-9

|  | 这个同类索引页列出了具有相同分子式的化学物（即同分異構體）条目。 除非您是有意链接至本页，否则应将相应条目的内部链接指向正确的条目。 |